# Ludvík Maria Széchényi
Hrabě Ludvík Maria Széchényi ze Sárváru a Felsővidéku (maďarsky Sárvári és felsővidéki gróf Széchényi Lajos Mária Alajos Daniel Ignác, 6. listopadu 1781, Horpač – 7. února 1855, Vídeň) byl uherský šlechtic a mecenáš z významného rodu Széchenyiů. Vykonával úřad císařského komorníka a tajného rady. Jeho bratr Štěpán Széchenyi byl významnou postavou maďarských národních dějin. 

## Život
Jeho rodiči byli František de Paula Széchényi, chorvatský bán a zakladatel Maďarského národního muzea a jeho manželka Juliana Marie Festeticsová. Starší bratr Štěpán Széchenyi byl národním buditelem a zakladatelem některých národních institucí a je považován za "největšího Maďara". 
Dětství prožil Ludvík Maria ve Vídni, Kőszegu, Horpáči a Nagycenku. Ve 14 letech se v Praze seznámil s českou hraběnkou Aloisií Clam-Gallasovou (9. července 1781, Praha – 19. července 1822, Horpács), dcerou hraběte Karla Leopolda z Clam-Gallasu, jenž později, v roce 1784 po smrti své milované manželky spáchal sebevraždu.
Ludvík Maria vystudoval práva a složil advokátní zkoušky. V roce 1803 se stal královským komisařem v Kőszegu. Zúčastnil se šlechtického povstání proti Napoleonovi, v roce 1811 se stal radním vídeňské komory. 
Ve 33 letech s otcem a dvěma bratry uzavřel dohodu o rozdělení svěřenských panství založených jejich otcem. Ludvík získal asi 67 000 akrů půdy, následně rezignoval na funkci vídeňského komorníka a přestěhoval se na své panství. 
Po smrti své matky zdědil v roce 1824 ještě panství Nagydorog o rozloze 8 820 akrů. Do začátku 30. let 19. století přikoupil dalších 32 000 akrů parcel a celkem v té době vlastnil více než 107 000 akrů. 
Založil nadaci v hodnotě 10 000 zlatých na rozšíření a podporu Národní knihovny založené jeho bratrem. Byl rovněž autorem několika lyrických děl a národhospodářských spisů. 
Hrabě Ludvík Maria Széchényi zemřel 7. února 1855 ve Vídni. 

### Manželství a děti
Jeho první manželkou se stala Aloisie z Clam-Gallasu, s níž se v mládí seznámil v Praze. V prosinci roku 1800 se s ní zasnoubil a 16. května následujícího roku se s ní v Praze oženil. Manželé měli dvě děti. 
V roce 1822 ovdověl a dne 18. března 1824 se ve Vídni znovu oženil s Františkou z Wurmbrand-Stuppachu (1797-1873), c. k. palácovou dámou a dámou Řádu hvězdového kříže. 